# Дренування плевральної порожнини

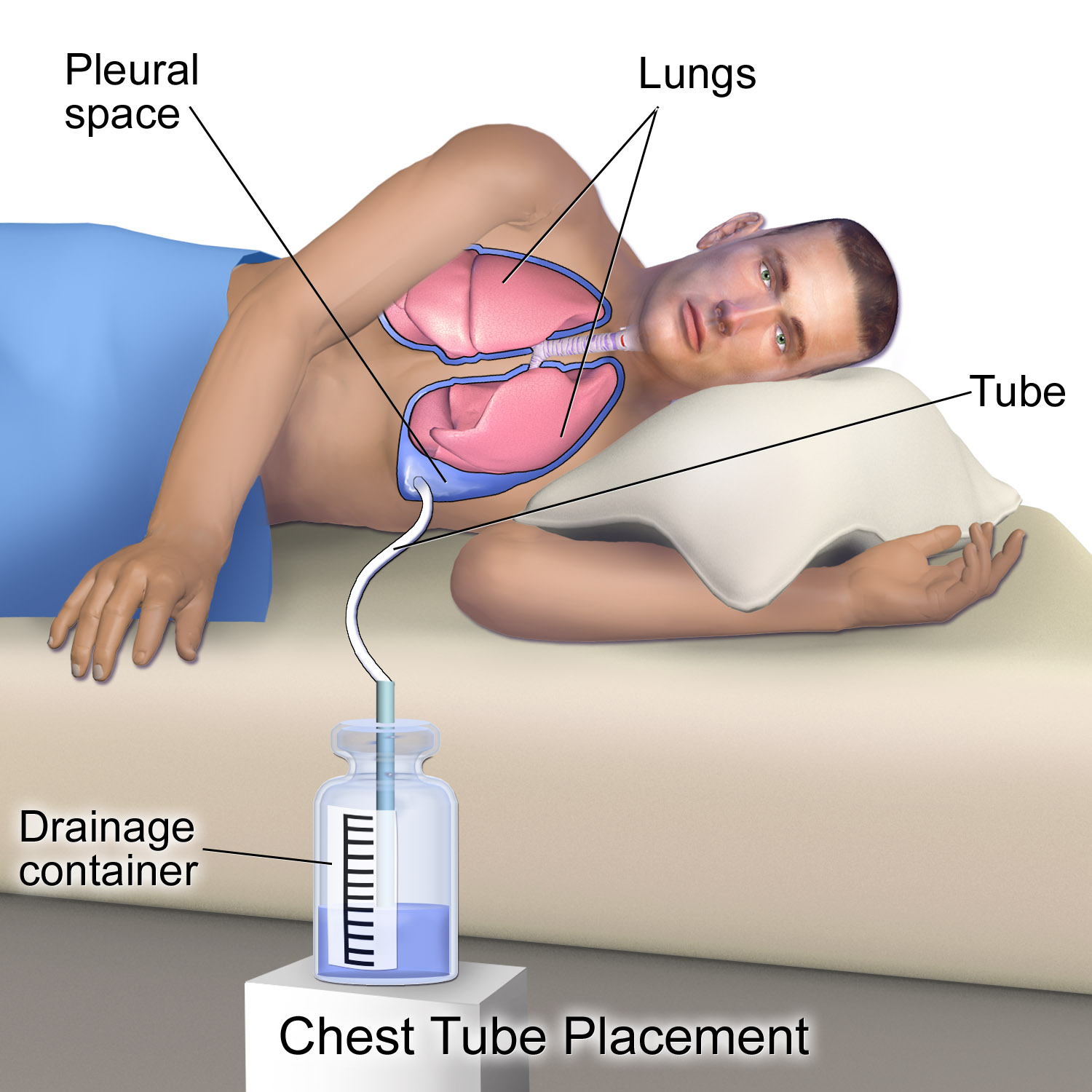
Вигляд пацієнта з плевральним дренажем

Дренування плевральної порожнини — хірургічна процедура з видалення патологічного вмісту (повітря, крові, гною та ін.) з плевральної порожнини за допомогою встановлення спеціальних дренажних трубок, які можуть поєднуватися з різними системами активного або пасивного дренування. Метою дренування плевральної порожнини є покращення функції дихання легень та стабілізації гемодинамічних показників.

## Історія
Найстародавніша згадка про торакальне дренування датується V сторіччям до нашої ери. Гіппократ (прибл. 460—370 до н. е.) описував, що «емпієми» могли виникнути в будь-якій частині тіла, а розташовані в грудній клітці, описувалися найчастіше. Спочатку Гіппократ намагався їх лікувати консервативно використовуючі ліки виготовлені з рослинних матеріалів та фізіотерапевтичні вправи. Але якщо стан пацієнта не покращувався, виконувалася відкрита евакуація «емпієми» та вводився «дренаж» який залишався до двух тижнів.

### Період середніх віків
В період хрестових походів та середньовіччя багато лікарів в своїх працях звертали увагу на необхідність видалення крові з порожнини грудної клітини та необхідність лікування ран грудної клітки отриманих в бою, однак не змогли виробити єдиний підхід до проблеми. В XVI сторіччі, французькій військовий хірург Амбруаз Паре описав діагностику проникаючого поранення грудної клітки, а в 1575 році процитував Джовані да Віго, відомого італійського хірурга та лікаря папи Юлія II, який був одним з перших хірургів, які обговорювали в свої працях вогнепальні поранення, в тому числі грудної клітки. За словами Паре, рану слід залишати відкритою, якщо в грудній клітці є кров, тому що якщо її закрити,кров «розкладатиметься і гнитиме» і «спровокуватиме лихоманку, фістулу та інші ускладнення». У цих випадках він тримав рану відкритою два-три дні, поки кров витікала під дією сили тяжіння, а потім закривав її, коли відтік крові припинявся.

### Новий час
Віра у важливість видалення залишків крові з грудної рани зберігалася в XVIІ та XVIІІ століттях і призвела до практики відсмоктування ран. Барабанщики, які часто були членами військового полку, відсмоктували рану, а потім накладали компреси та перев'язки. Ла Мотт, шанований хірург того періоду, спочатку скептично ставився до здатності відсмоктування загоювати рани грудей і живота, але описав спостереження за роботою спеціальної присоски, що призвело до його схвалення такої практики. Ця техніка загоєння тілесних ран стала настільки загальноприйнятою, що представники знатних і вищих класів приносили з собою присоски для ран, коли йшли на дуель. У 1707 році Домінік Анель описав метод відсмоктування ран за допомогою срібної трубки, прикріпленої до поршневого шприца, який замінив людський рот. За допомогою цього пристрою хірург міг виконувати процедуру, і вона була перейменована в аспіраційну. Далі Анель розробив канюлю, яка дозволяла вводити катетер у плевральну порожнину, а не просто накладати на краї рани.
Незважаючи на ці досягнення, досі не було єдиної думки щодо оптимального початкового лікування ран грудної клітки. У 1772 році Валентин оголосив, що всі рани грудей повинні бути закриті, щоб мінімізувати крововтрату, але можна було зробити зустрічний отвір для евакуації затриманої крові. Гатрі, англійський військовий хірург початку 1800-х років, погодився. Він закрив рани грудної клітки та спостерігав за збільшенням серозного випоту через три-п'ять днів після поранення, що вказувало на те, що кровотеча, ймовірно, припинилася. Потім він евакуював кров за допомогою троакара та канюлі через новий отвір або знову відкрив первісну рану. У той час як Гертрі знав, що закриття рани грудної клітки полегшує пацієнту труднощі з диханням, у його письмових роботах випливає, що він виступав за закриття рани для зупинки кровотечі з легень. Ларрі, хірург, який лікував Наполеона і частий антагоніст Гатрі, вважав, що існувала небезпека відновлення кровотечі, якщо були зроблені спроби евакуації крові, що вилилася, менше ніж через дев'ять днів після початкової травми.
Концепція дренування внутрішньогрудної рідини була поширена не тільки в Європі. Під час громадянської війни в США хірурги використовували троакари, розміщені в грудній клітці, щоб дренувати рідину в плевральній порожнині, як описував хірург Конфедерації Чізолм.
Перший опис дренажної системи грудної клітки з гідроізоляцією можна віднести до Playfair у 1873 році під час лікування дитини з емпіємою грудної клітки.
Ґоттгард Бюлау (Gotthard Bülau), німецький лікар, запропонував в 1890 році метод видалення рідини та повітря з плевральної порожнини для лікування емпієми плеври у дітей. За суттю він запропонував сифоний підводний дренаж. Також для введення в порожнину грудної клітки дренажної трубки Бюлау використовував троакар. Лікар Бюлау підкреслював важливість негативного внутрішньоплеврального тиску для повторного розширення легені яка спалася в умовах торакальної емпиєми. Він розумів, що закритий водяний дренаж може сприяти повторному розширенню легень за допомогою природних дихальних рухів пацієнта.

### Новітня історія
Семюел Робінсон, цивільний американський хірург, який був у тісному зв'язку з розробками в Німеччині, включаючи камери з диференціальним тиском, представив вакуумні насоси в 1910 році, щоб додати аспірацію до торакального дренажу. У 1920-х роках Лілієнталь використав пару пляшок, щоб створити простіший метод та використав червоні гумові трубки. Лілієнталь також був першим прихильником використання закритого плеврального дренажу в післяопераційному догляді у своїх працях про резекцію легенів при бронхоектазах, а в 1929 році Брунн описав дренування плевральної порожнини після лобектомії
На початку Другої світової війни відновлення функції легенів було основною метою лікування грудної рани, з наголосом на обробці рани та дренуванні плевральної порожнини. Вважалося, що розміщення трубки в грудну клітину для видалення крові та заміни крові повітрям під тиском може допомогти уникнути необхідності у відкритій торакотомії у пацієнтів із постійною внутрішньогрудною кровотечею, але пункція все ще рекомендувалася як лікування першої лінії
У 1950 році Monaldi запропонував дренувати грудну порожнину з більш високим доступом у другому або третьому міжребер'ї. Сучасна трикамерна торакальна дренажна система була вперше описана Хоу в 1952 році, але в той час вона не була широко застосована. Наприкінці 1950-х років Малоні і Грей обговорювали торакотомічні трубки та методи закритого дренування як еквівалентні за ефективністю повторюваним аспіраціям голкою для збереження функції легенів і уникнення емпієми у цивільних пацієнтів із важкою травмою грудної клітки.
Радянський хірург та онколог Микола Петров запропонував встановлювати на кінці дренажа по Бюлау клапан, який би попереджував випадкову аспірацію (всмоктування) атмосферного повітря до порожнини грудної клітки (традиційно виготовляється з відрізаного пальця від медичної перчатки який розрізаний на кінці).

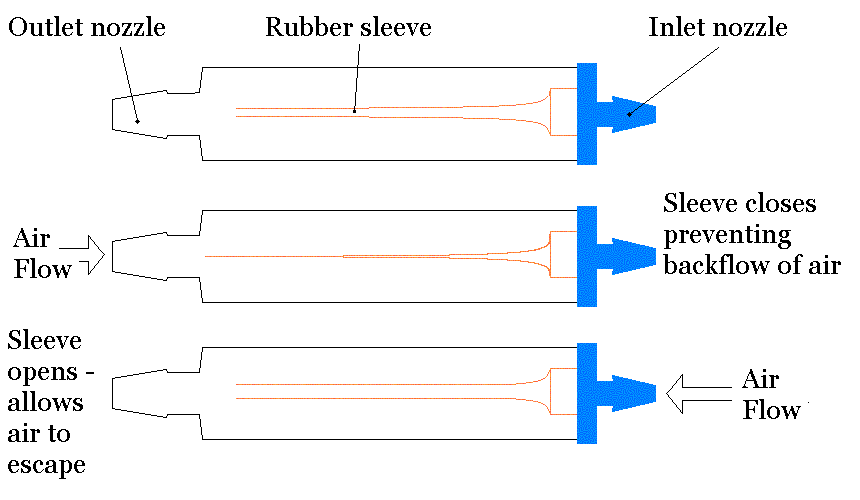
Клапан Геймліха. Принцип роботи

У 1968 році американський торакальний хірург Генри Джуда Геймлих розробив флаттерний клапан для кріплення до катетерів і заміни громіздких підводних дренажних пляшок. Його переваги включали стерильність, одноразовість, простоту, безпеку у разі відключення та можливість пересування пацієнта.
З 1960 років пасивні методи дренування плевральної порожнини поступово витісняють активні методи аспіраційного дренування, коли рідина з плевральної порожнини видаляється за рахунок розрідження (вакууму) який генерують спеціальні насоси або централізована система вакуум в лікарні.

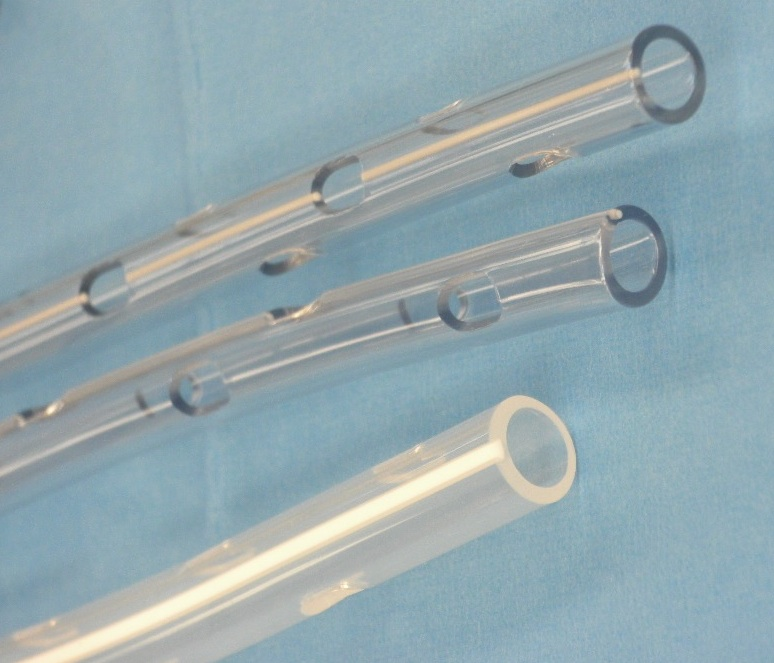
Дренажні трубки з боковими отворами

### Сучасність
В даний час дренажні трубки виготовляють з прозорого пластику (вінілового або силастикового (силіконового). Вони мають кілька бічних отворів для забезпечення ефективного дренажу рідини та повітря, а також мають сантиметрові позначки, які допомагають визначити глибину вставлення. Рентгеноконтрастна смужка в трубці дозволяє легко візуалізувати на рентгенографії грудної клітки. Поточна пластикова трикамерна одноблокова система дозволяє ефективно забирати внутрішньоплевральну рідину та евакуювати повітря. Введення сухої всмоктувальної камери в цю систему усуває булькання, яке створюється вологими камерами під час всмоктування. Мініатюрна версія з меншою збірною камерою, одностороннім клапаном для виходу повітря з плевральної порожнини, сухою аспіраційною камерою та плечовим ременем дозволяє пацієнту легко пересуватися та бути виписаним із лікарні з встановленою грудною трубкою. Це значний прогрес у безпеці та комфорті пацієнтів порівняно з оригінальним клапаном Геймліха. Нещодавно також були представлені системи плеврального дренажу з цифровою кількісною оцінкою витоків повітря та плеврального тиску.

## Покази для проведення

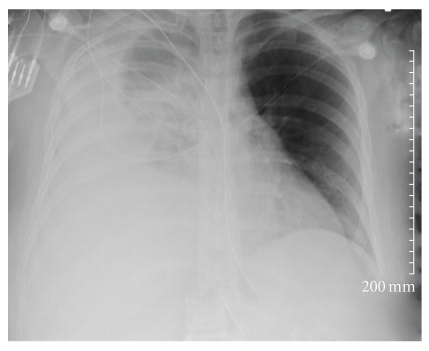
Рентгенограма з ознаками правостороннього масивного гемотораксу (показ до дренування плевральної порожнини)

Загальними показами для проведення є:
- Пневмоторакс рецидивуючий, який важко піддається лікуванню, травматичний, розповсюджений, напружений або двосторонній.[7] Простий пневмоторакс більше чим 2 см на рентгенограммі[8]
- Пневмоторакс у пацієнта, який знаходиться на штучній вентиляції легень[7]
- Симптоматичний або рецидивуючий великий плеврит[7]
- Емпієма або ускладнений парапневмонічний ексудат[7]
- Гемоторакс[7]
- Хілоторакс[7]
- Бронхоплевральна фістула[8]
- Ураження легені вибуховою хвилею: двосторонній дренаж[8]
- Ознаки проникнення в грудну порожнину у ситуації чисельних жертв, коли неможливий адекватний огляд або немає можливості провести рентгенографію грудної клітки[8]
- Як частина торакального хірургічного втручання[8]

## Протипокази для проведення
Абсолютний протипоказів для проведення процедури немає.
Відносні протипокази:
- Коагулопатія або порушення гемостаза (можливо будуть потрібні компоненти крові або фактори згортання)
- Інфекція шкіри або м'яких тканин у місці введення (при можливості потрібно використовувати іншу ділянку без інфекції)

## Техніка встановлення дренажної трубки

### Підготовка до процедури
Процедура дренування плевральної порожнини повинна проводитися максимально в асептичних умовах з максимальним збереженням стерильності, незважаючи на те, що «операція невелика». Загальний перелік необхідного обладнання та медичних виробів:
- Стерильний халат, маска, рукавички та хірургічні операційні покриття
- Марлеві пов'язки та лейкопластир
- Дезинфікуючий розчин для обробки шкіри
- Голки, шприці та місцевий анестетик (у випадку проведення процедури під місцевою анестезією).
- 2 кровоспинних зажима або зажима Келлі
- Міцний шовк або нейлон (наприклад, 0 или 1-0) або інший шовний матеріал який не розсмоктується
- Скальпель
- Плевральна дренажна трубка: розмір від 16 до 36 по французькій шкалі діаметрів катетерів (Fr) та залежить від причини її використання (пневмоторакс від 20 до 24 Fr; злоякісний плевральний випіт від 20 до 24 Fr; ускладнений парапневмотичний випіт, емпієма та бронхоплевральний свищ від 28 до 36 Fr; гемоторакс від 32 до 36 Fr).
- Аспіратор
- Гідравлічний відсмоктуючий дренуючий пристрій та сполучні трубки
- Окремий шприц з голкою, якщо перед процедурою дренування, проводиться пункція плевральної порожнини наприклад з діагностичною метою.

Окремо, у випадку якщо планується виконати процедуру за допомогу троакара, потрібен троакар зі стілетом, або спеціально виготовлену дренажну трубку на стилеті. Однак, використання троакара або стилета може привести до ускладнень таких як травма легені, серця, магістральних судин, тому використовуватися вони повинні з обережністю

### Точки доступа
‎

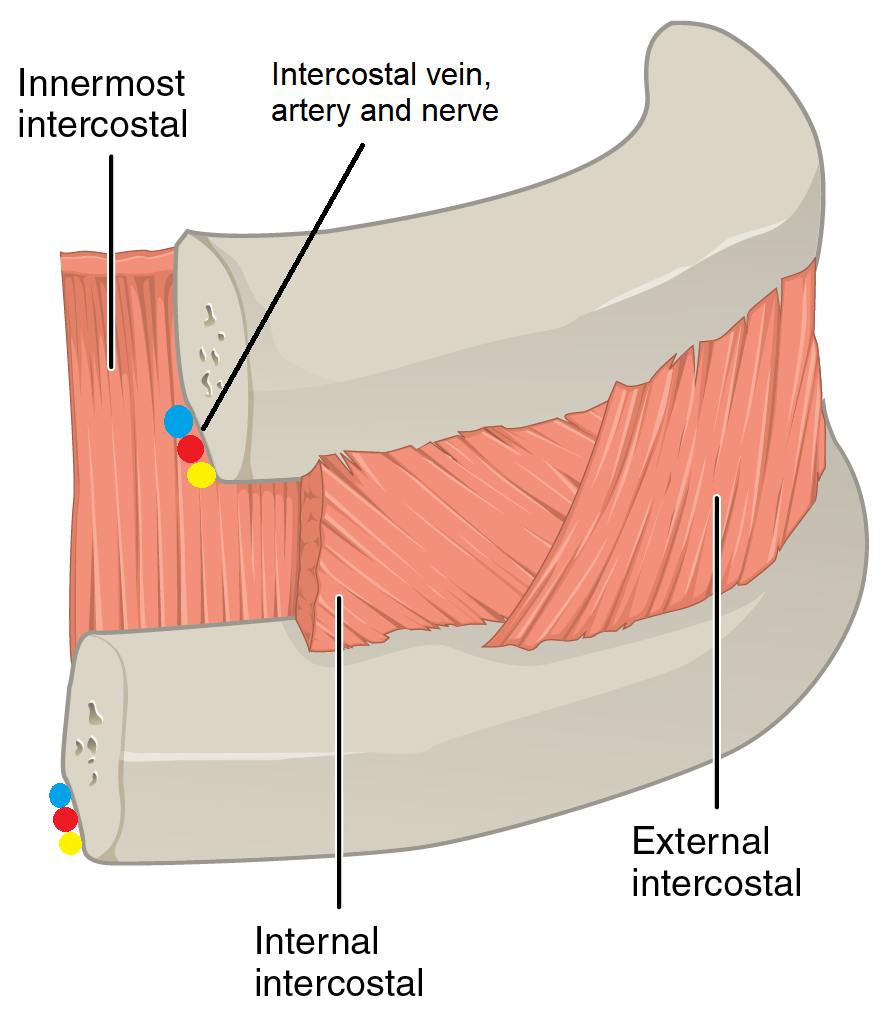
Міжреберний судинно-нервовий пучок якого потрібно уникати

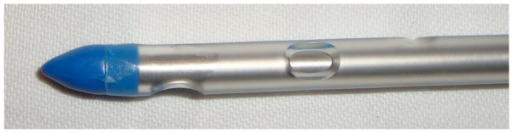
Трубка для дренування разом з троакаром (стилетом)

Точка, через яку буде проводитися дренування плевральної порожнини залежить від показів до процедури (наявність рідини, повітря та ін.):
- При тотальній емпиємі найбільш зручною точкою є VIII міжреберний проміжок по задній пахвовій лінії.[3]
- При пневмотораксі трубка зазвичай ставиться в ІV міжреберний проміжок, а при наявності інших показів — в V міжреберний проміжок, по среднеаксилярній (середньопахвовій) або переднеаксилярній (передньопахвовій) лінії.[7] «Безпечна зона» грудної стінки знаходиться між боковим краєм великого грудного м'яза, за винятком «хвоста» молочної заложи у жінок та середньою пахвовою лінією в ІV або V міжреберному проміжку горизонтально лінії соска.[8]
- Також для додатково дрегування повітря можливо встановлення дренажа в ІІ міжреберному проміжку по середньоключичній лінії, однак доступ в цій точці збільшує ризик виникнення ускладнень.[8]

Опис хірургічного втручання

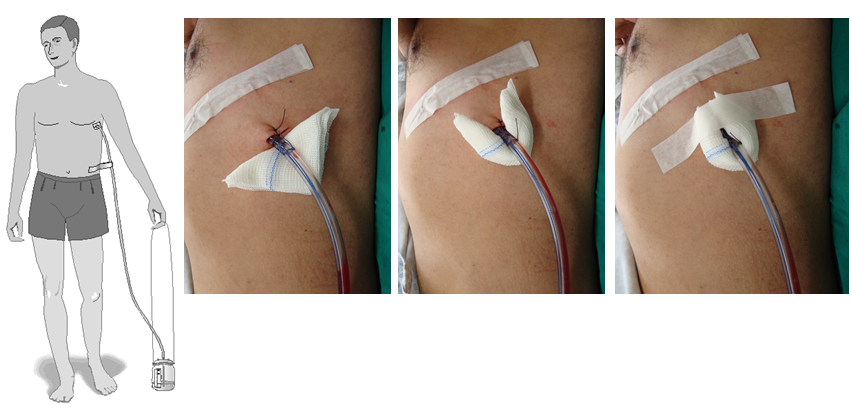
Вигляд пацієнта з системою дренування плевральної порожнини

- Підготувати дренажний пристрій, зі стерильною водою підключити його до джерела всмоктування (за наявності)
- Намічається місце введення дренажної трубки.
- Готується операційне поле безпосередньо в місці введення та навколо нього, використовуючи антисептичний розчин для обробки шкіри операційного поля.
- Обкладається ділянка операційного поля стерильними серветками (простирадлами).
- У випадку місцевої анестезії — потрібно ввести місцевий анестетик безпосередньо в шкіру, підшкірні тканини, окістя ребра (розташованого нижче місця введення голки), і парієтальну плевру. Перед введенням місцевого анестетика, щоб уникнути ін'єкції в кровоносну судину, необхідно провести аспірацію шприцем. Якщо голка правильно введена в плевральний простір, у шприці з анестетиком при відтягуванні поршня з'являються бульбашки повітря або рідина.
- Необхідно оцінити, наскільки глибоко має бути вставлена дренажна трубка, щоб усі отвори трубки знаходилися всередині плевральної порожнини, з урахуванням товщини підшкірної клітковини та жирової тканини, особливо у пацієнтів з ожирінням. Слід зазначити або записати мітку на дренажній трубці, яка потім має бути видимою над шкірою.
- Слід зробити розріз шкіри від 1,5 до 2 см, а потім розсікти міжреберні м'які тканини в глибину у напрямку до плеври, просуваючи складений кровоспинний затискач або затиск Келлі і відкриваючи його. Необхідно визначити ребро нижче за місце введення і переміщатися над ребром так, щоб потрапити в плевральну порожнину над ребром. Потім перфорувати плевру складеним інструментом (зазвичай відчувається як хруст та/або раптове зменшення опору) і відкрити його таким же чином.
- Для розширення отвору та підтвердження входження в плевральну порожнину та відсутності спайок використовують палець.
- На зовнішню частину дренажної трубки накладають затискач.
- Плевральна дренажна трубка з ще одним затискачем на кінці вставляється через отвір і направляється в нижньозадньому напрямку за наявності випоту або апікально при пневмотораксі до тих пір, поки всі отвори в трубці не будуть поміщені в грудну порожнину.
- Дренажну трубку підшивають до шкіри грудної клітки.
- Поверх операційного поля та рани накладається стерильна пов'язка, пов'язка щільно заклеюється лейкопластирем з метою герметизації.
- 2 стерильні марлеві серветки розрізаються посередині до половини і розміщуються навколо дренажної трубки.
- Дренажну трубку з'єднують з гідравлічним відсмоктуючим дренажним пристроєм для запобігання попадання повітря в плевральну порожнину через дренажну трубку та здійснення дренажу без аспірації або з аспірацією.

## Методики дренування
- Сифоний підводний дренаж (дренування по Бюлау)
- Аспіраційне дренування

### Системи дренування грудної клітки

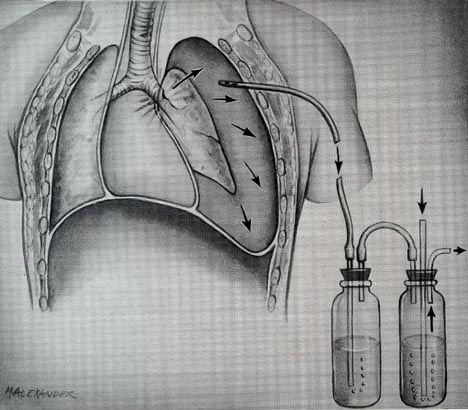
Дренування плевральної порожнини з двокамерною системою

- Однокамерна система. Сама проста система включає в себе один контейнер (банку) для збирання рідини. Для активної або пасивної евакуації повітря додається компонент водяного затвора.[10]
- Двокамерна система. Повітря та рідина потрапляють в першу каністру (контейнер або банку). Гравітація утримує рідину в першому контейнері, тоді як повітря переходить в другий контейнер. Повітря також може активно або пасивно випускатися через водяний затвор. Така система актуальна для використання у пацієнтів з великим потоком витоку повітря по дренажу.[10]
- Багатокамерна система. Мають додатковий третій контейнер (банку). Ці системи використовувалися разом з системою центрального вакуума та за допомогою додаткової трубки дозволяли контролювати негативний тиск в плевральній порожнині. Однак через складність використання та можливі трагічні випадки майже не використовуються наразі.[10]
- Цифрові системи. Портативний контейнер зі спеціальним насосом та системою управління яка сама підтримує необхідний тиск в системі.[10]

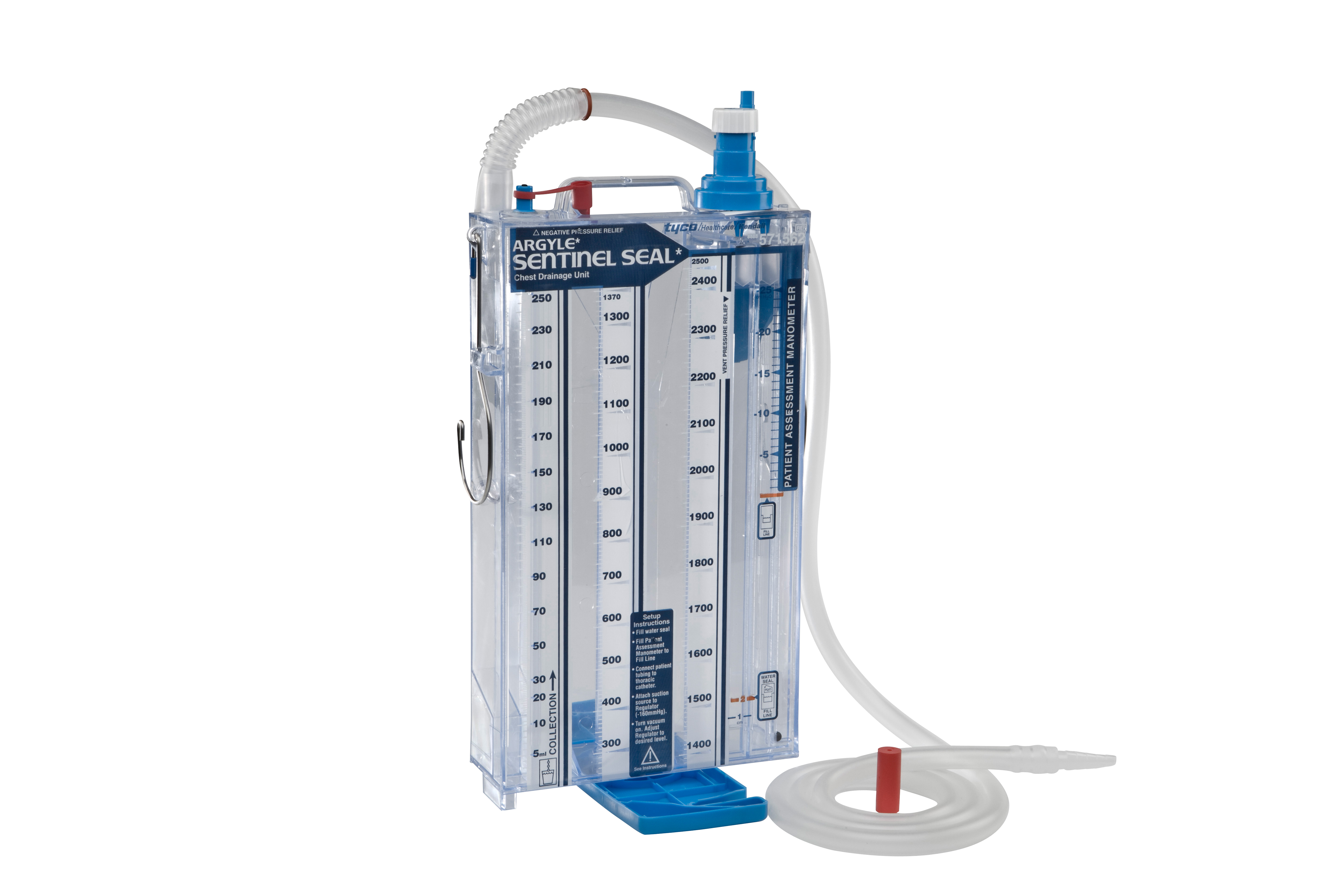
Сучасна трикамерна одноблокова система для дренування плевральної порожнини

## Видалення дренажної трубки
Рішення про видалення дренажної плевральної трубки ґрунтується на ознаках того що легеня розправлена (аускультація, перкусія та рентгенографія підтверджують факт розправлення легені), відсутня активна кровотеча по дренажу, за добу виділяється менше 250 мл ексудату, рівень рідини в підводному дренажу перестав колихатися. Виділення повітря та хілоторакс є абсолютними протипоказами до видалення дренажа, до моменту повного вирішення стану який спричиняє це. Рішення про видалення плеврального дренажа повинно ґрунтуватися перш за все на оцінці клінічного стану пацієнта.
Процедура видалення плеврального дренажу включає в себе заходи щодо профілактики ятрогенного пневмотораксу. Під час видалення дренажної трубки пацієнт виконує маневр Вальсальви, щоб через грудну стінку не засмоктало повітря перед тим, як можна буде закрити отвір. Трубка різко видаляется після розрізання швів. Кожний розріз закривається або міцно потягнувши шви, накладені під час установки дренажної плевральної трубки, або накладанням нових швів. Через 4-6 годин робиться контрольна рентгенограма, особливо якщо було виділення повітря або внутрішньолегеневі гематоми.